# Lo Daurat
Le Daurat (en francès Le Dorat) és un municipi francès situat al departament de l'Alta Viena i a la regió de la Nova Aquitània.

## Demografia
| 1962                                       | 1968 | 1975 | 1982 | 1990 | 1999 | 2006 | 2007 | 2008 |
| ------------------------------------------ | ---- | ---- | ---- | ---- | ---- | ---- | ---- | ---- |
| 2495                                       | 2497 | 2425 | 2338 | 2203 | 1963 | 1903 | 1875 | 1828 |
| Des de 1962: població sense dobles comptes |      |      |      |      |      |      |      |      |

## Administració
| Període   | Identitat       | Partit |
| --------- | --------------- | ------ |
| 2001-2008 | Thierry Surun   |        |
| 2008-     | Philippe Jardel |        |

## Personatges il·lustres
- Joseph Guillemot, medalla d'or en 5.000 metres als Jocs Olímpics d'Estiu de 1920